# 문경시민운동장
문경시민운동장(聞慶市民運動場, Mungyeong Civic Stadium)은 대한민국 경상북도 문경시에 있는 스포츠 시설이다. 천연잔디 필드와 우레탄 트랙이 갖춰진 경기장이며, 1983년 4월에 준공되었다.

## 참고 문헌
- “문경시민운동장”. 문경시청.
- 〈문경시민운동장〉. 《두피디아》. 두산.
- 《전국 공공체육 시설 현황 (2017년말 기준)》. 대한민국 문화체육관광부. 2019. 2020년 7월 16일에 원본 문서에서 보존된 문서. 2019년 6월 9일에 확인함.
- 《2021년 전국 공공체육시설 현황(2020년말 기준)》. 대한민국 문화체육관광부. 2022.
- 《2023 전국 공공체육시설 현황 (2022년 12월말 기준)》. 대한민국 문화체육관광부. 2024.